# Cambio fonético «f → h» del español
El cambio fonético «f → h» es uno los rasgos más distintivos del español entre las lenguas románicas, aunque también se da en gascón, arrumano, rumano de Moldavia y Transilvania y, esporádicamente, otras lenguas romances. El fenómeno consiste en que, en ciertas condiciones fonológicas, la f- inicial latina se convirtió en una h- aspirada que luego desapareció en las variedades estándar del español, si bien se conserva su pronunciación para algunas palabras en varios dialectos, sobre todo en buena parte de Andalucía, Extremadura e Hispanoamérica, como en el Español neomexicano. También se mantiene en dialectos de transición con el idioma español como el cántabro y el extremeño.
En este artículo se presentan algunos estudios llevados a cabo acerca del fenómeno con sus resultados, así como algunas de las teorías e hipótesis sobre qué motivos han podido intervenir en él.

## El fonema /f/ en la fonología latina

Principales pueblos de la península ibérica prerromana cuyas lenguas paleohispánicas pudieron influir en el proceso

### El lugar de /f/ en el sistema consonántico
En las palabras originales del latín, la /f/ podía aparecer solamente en posición inicial, mientras que en posición intermedia solo está presente en préstamos de otras lenguas (p. ej., RUFUS ‘rojizo’).[cita requerida] Por supuesto, también en las palabras prefijadas cuyo segundo elemento empezaba con una F-, esta podía estar en posición intermedia: DE-FENDERE ‘defender’, CON-FUNDERE ‘confundir’, etc. Al ser la única fricativa labial sin pareja alguna (las otras fricativas eran /s/ y /h/, esta última desaparecida del habla hacia el siglo I), este sonido se ajustaba muy inestablemente al sistema consonántico; por consiguiente, quedaba fácilmente sometida a los cambios de la evolución fonética.

### ¿La pronunciación de /f/ era verdaderamente [f]?
Además de lo anteriormente tratado, es posible que el sonido representado por el grafema F no fuera labiodental, sino más bien bilabial [ɸ]. Incluso, de ser la /f/ un fonema aislado, podría haber tenido dos alófonos en la pronunciación. Algunos investigadores[cita requerida] consideran que solo era un rasgo propio desarrollado por el español, por influjo de las lenguas indoeuropeas habladas en la zona donde se originó el idioma, aunque probablemente no era la realización comúnmente extendida en Hispania. Esta hipótesis, aunque posible, tampoco se puede comprobar. De todas maneras, parece más posible que en los dialectos iberorrománicos la pronunciación más generalizada fuese la bilabial.
La realización fónica labiodental de /f/, que se encuentra en el francés, italiano, portugués y rumano, pudo surgir, quizás, por analogía del cambio [β] > [v], mediante el cual, la originalmente semivocal /w/ del latín –después de una fase de articulación tardía como [β]– se consolidó en una /v/ labiodental en dichas lenguas. Esta última fase de evolución, sin embargo, no se llevó a cabo en las zonas norteñas de la península ibérica, esto es, suponiendo que si la /f/ hubiera sido de articulación labiodental, no habría contado con una pareja sonora, por lo tanto tampoco se habría ajustado al sistema de consonantes.

## Evolución de /f/ en español

### Posibles alófonos y su distribución
La realización del fonema /f/ como fricativo bilabial [ɸ], resulta bastante inestable[cita requerida], por esa razón tiende a sufrir ciertos cambios en su realización fonética según los sonidos con que entra en contacto. Así, la articulación [ɸ], dependiendo del contexto fonológico, podía tener realizaciones de tipo fortis o de tipo lenis. Se supone [cita requerida] que tenía tres alófonos:
- [h] ante las vocales velares /o, u/,
- [hɸ] (que puede transcribirse también como [ɸh]) ante la semivocal /w/, y
- [ɸ] en las demás posiciones; esto es, ante las vocales /i, e, a/ y las consonantes /j, l, r/.

Cuando un fonema tiene varios alófonos, como en este caso la /f/, siempre está sometido a cambios potenciales en cuanto a la distribución de los alófonos. Unas condiciones fonológicas pueden o reforzar (p. ej., precedida de una nasal /-nf-/ o seguida de líquidas /-fl-, -fr-/) o relajar la articulación, hasta llegar a una simple aspiración. En el dialecto gascón del idioma occitano, independientemente del contexto fonético, esta articulación [h] se generalizó en todas las posiciones; mientras que en español, solamente ante vocales (con la excepción del diptongo «ue», véase el apartado sobre el contexto fonológico a continuación):
- FATU > hado (también en cast.)
- FESTA > hèsta, cast. fiesta
- FILU > híu, cast. hilo o filo
- FLORE > hlor, cast. flor
- FRATRE > hray ’hermano’, cast. fraile (fray)
- FRUCTU > heruto, cast. fruto
- CONFINE > couhí, cast. confín
- PROFUNDU > prouhoun, cast. profundo

Es necesario mencionar que también en otras regiones de la Romania se ha llevado a cabo este tipo de cambio:
- Es común en los dialectos rurales del rumano, así como en macedorrumano y meglenorrumano: FERRU > hier (cast. hierro), FILIU > hiu (cast. hijo).
- En algunas zonas de Calabria (en el sur de Italia), encontramos h- en lugar de F- latina: FABA > hava (cast. haba), FEMINA > hímmina (cast. hembra), FERRU > hierru (cast. hierro), FICU > hicu (cast. higo). Incluso hay apariciones también en Brescia (Lombardía, en el norte de Italia): FAMEN > ham (cast. hambre), FEBRUARIU > hebrer (cast. febrero), FOLIA > hoja (cast. hoja). En ciertas áreas aisladas de Cerdeña, la F- desapareció completamente: FOCU > oku (cast. fuego), FUMU > ummu (cast. humo).[5]

### Primeros testimonios escritos del cambio en la Castilla histórica
La documentación más temprana que atestigua el cambio /f /> /h/ o la pérdida completa de /f/ en la Castilla histórica (incluyendo La Rioja), es del siglo IX. En uno de los documentos, de 863, el nombre latino FORTICIUS aparece en la forma Ortiço; luego, en otro de 927, como Hortiço. Desde el siglo XI, el número de apariciones aumenta, y no solo en Castilla, sino también en otros territorios. Como bien se puede ver en los ejemplos, puesto que el cambio ya aparecía esporádicamente en la escritura, pudo llevarse a cabo mucho antes en forma oral.
Sin embargo, no se sabe con certeza si esta innovadora realización fónica era la general en todo el territorio castellano. Probablemente ha sido propia solo de las clases sociales más bajas[cita requerida]; es posible que las clases cultas y más conservadoras pronunciasen una [f] o [ɸ] en todas las posiciones, o bien que la aspiración [h] se articulase solo ante vocales velares.[cita requerida] A pesar de todo, no se pueden sacar conclusiones definitivas hasta que esta evolución fonética se consolidara en la escritura puesto que, durante siglos, la aspiración era representada también por el grafema f-[cita requerida]. Esto queda claramente comprobado en el Cantar de mio Cid, en el que la preposición de origen árabe hasta (< ḥatta) aparecía en la forma fasta. Al mismo tiempo, la palabra árabe al-ḥanbal el castellano la tomó con la pronunciación alfombra. Todo ello indica que, realmente, los hablantes no podían percibir la diferencia acústica entre las realizaciones [f] y [h], tal y como considera Alarcos Llorach (1951, 39):

En el sentimiento del hablante la sustitución de h por f no comportaba ningún cambio de significación; fonológicamente, serían variantes de un solo fonema. Para los cultos, entre estas dos variantes habría cierta relación valorativa: la f sería más culta, la h más rústica; ambos sonidos serían, pues, variantes estilísticas de un solo fonema.

### El contexto fonológico
Como se puede ver en lo anteriormente señalado, en el español se generalizó la articulación aspirada con [h] en todas las posiciones prevocálicas:
- FACERE > hacer
- FEMINA > hembra
- FERRU > hierro
- FILIU > hijo
- FOLIA > hoja
- FUMU > humo
- Algunas excepciones, generalmente cultismos, son: febrero, fiebre, fiesta, filo, fin.

Las palabras prefijadas también han sido sometidas a la evolución, en cuanto los hablantes las percibían como tales:
- OFFOCARE > ahogar
- SUFFUMARE > sahumar

En caso contrario, la -F- intervocálica evolucionó, normalmente, hacia una [β] (representada por v o b en escritura), por analogía de la evolución de las oclusivas sordas originales:
- PROFECTU > provecho
- RAPHANU (< gr. ῥάφανος) > rábano
- STEPHANUS (< gr. Στέφανος) > Esteban

Aunque también se producen ejemplos de pérdida.
- DEFENSAM > dehesa
- BUFUS > búho

En el español medieval, la secuencia -NF- dio -f (o -ff-): INFANTE > ifante o iffante, que luego se consolidó en la forma etimológica infante en el español contemporáneo.
La F- se ha conservado ante consonantes, así como ante la semiconsonante [w] (excepto en Andalucía y en algunas zonas dialectales de Hispanoamérica, donde se pronuncia como una aspirada o una fricativa velar en esta posición); esto último se explica por tener la [w] una articulación labial que podría apoyar a la conservación como tal la articulación de la también labial [ɸ] o [f]:
- FOCUS > fuego
- FONTIS > fuente
- FORTE > fuerte
- FUIMUS > fuimos
- FLORE > flor
- FRIGIDU > frío

Sin embargo, hay unos pocos ejemplos en los que el grupo FL- pierde la F- inicial (p. ej., FLACCIDU > lacio) lo que sugiere que en algunas raras ocasiones podía, tal vez, aparecer la aspiración [hl-]; no obstante, en la mayoría de los casos la f se conserva en este contexto (es probable que aquí otros factores hayan intervenido, cf. con la palatalización perdiendo luego la oclusiva de los grupos iniciales CL- y PL-).

## El cambio /f /> /h/ y el bilingüismo vasco-latino

### Argumentos a favor del substrato euskérico
Una de las explicaciones más generales y aceptadas sobre las posibles causas del fenómeno se atribuye a Ramón Menéndez Pidal, quien señaló que lo que inició el cambio fue el substrato vasco-cántabro-ibérico.[cita requerida] Resumiendo su teoría, sostiene que los vascos y los cántabros, y presumiblemente también los íberos, cuyas lenguas carecían del sonido [f], la iban sustituyendo por una aspiración en [h] que, acústicamente, era el sonido más cercano. Esto concuerda con el hecho de que las primeras huellas escritas del cambio surgieron en el norte de Castilla, que era zona confín con áreas de lengua vasca y, aún más en el otro lado de los Pirineos, en Gascuña, que también era habitada originalmente de pueblos que hablaban el euskera o un idioma parecido en la Antigüedad.
Aunque el mismo cambio se llevara a cabo en otras regiones de la Romania, son solamente el castellano y el gascón las lenguas en las que este cambio se ha consolidado y generalizado; es decir, se trata de dos áreas en las que se ha probado la presencia antigua de pueblos vasco-aquitanos en época anterior a las conquistas romanas.

### Objeciones contra las teorías substratistas
La teoría expuesta en el apartado anterior parece bastante razonable a primera vista. Sin embargo hay algunas objeciones en contra de ella. Ante todo, según los conocimientos disponibles hoy, no se sabe si el sonido aspirado [h] existía en el vasco medieval, pero tampoco es imposible. Ante esa incertidumbre puede surgir la cuestión de si esta [h] «¿verdaderamente hubiera substituido a la [f]?» (la cual, según Menéndez Pidal, era definitivamente de articulación labiodental y no bilabial) y, por otro lado, «¿es seguro que los vascohablantes no eran capaces de pronunciar la [f] labiodental?» (teniendo en cuenta que en ciertos dialectos del euskera, la que anteriormente era una bilabial fricativa, evolucionó hacia una [f] labiodental en posición intervocálica). Tal y como afirma el filólogo vasco Koldo Mitxelena (1957, 126):

[...] los vascos no parecen haber encontrado demasiadas dificultades para pronunciarlo a partir de fecha bastante antigua.

Otro argumento contra el substrato vasco es que, en el romance de Navarra, área donde vivían gran número de vascohablantes, la /f/ inicial se ha conservado. Por tanto, si la presencia de una numerosa población vasca hubiera sido un factor tan importante, se podría bien considerar que este debería haber tenido algún efecto en el dialecto romance navarro.
Otros se han acercado al problema con planteamientos más generales. Siendo que el cambio /f /> /h/ también aparece en otras regiones de lengua neolatina, ¿por qué habría que ponerlo en relación con un substrato vasco en concreto? Algunos investigadores consideran que si el fenómeno pudiera ser explicado por causas internas estructurales de la lengua, no sería necesario buscar motivos adicionales. Así, según razona Malmberg (1958; 1961, 75)  si partimos del hecho de que el fenómeno consiste en la pérdida de un rasgo articulatorio, en concreto, la labialidad, en ciertas áreas aisladas de los demás dialectos románicos occidentales, no necesariamente debe haber otras causas para iniciar el cambio.

### Hipótesis alternativas
Además de las teorías dadas a conocer más arriba, hubo profesionales que analizaron el problema desde aspectos más abstractos. Así por ejemplo, el filólogo español Gregorio Salvador presentó su Hipótesis geológica (1983), según la cual la causa principal motivadora del fenómeno era que los castellanohablantes primitivos perdieron su dentadura por la ausencia del flúor en las aguas de Castilla. Respecto a su hipótesis, incluso se llevaron a cabo varios análisis hidrológicos en Castilla y Aragón; sin embargo, sus resultados revelaron que no hay diferencias significativas entre la composición de las aguas en las dos regiones en cuanto a su escaso contenido de flúor. En 1986 José Ramón Maruri, de la Universidad de Navarra, reaccionó sarcásticamente a la teoría de Gregorio Salvador, sacando la siguiente conclusión:

Es evidente que, si los dientes de los castellanos primitivos no resistieron la acción destructora de las aguas, la misma suerte tuvieron que correr los dientes de los altoaragoneses. No se explica, pues, cómo se las arreglaron estos desdentados para mantener intacta la F- inicial latina que los otros perdieron con la dentadura. En la hipótesis del Dr. Salvador hay alguna falla... geológica.

## Conclusiones
El problema de las teorías conocidas hasta hoy ha sido que simplificaron bastante la cuestión. Los investigadores, tanto los seguidores de las hipótesis substratistas como sus oponentes, trataron de explicar el cambio con una sola y sencilla causa, cuando, en ocasiones, un solo factor no es el único responsable de un cambio lingüístico, sino que el proceso puede ser más complejo.
Los que pusieron el fenómeno en relación con el substrato vasco, no han explicado detalladamente cómo podía este actuar y tampoco han examinado otras circunstancias. Desde luego, el uso de la expresión «substrato» no resulta muy afortunado en este caso, ya que esto supone que la evolución ya se efectuara en la época romana cuando los conquistadores latinos se asentaron en la Península. No obstante, de los documentos disponibles resulta un hecho claro que el cambio fonético debe haber ocurrido alrededor de los siglos VIII y X, por lo tanto sería, quizás, más acertado hablar de influencia de «adstrato» y no de «substrato».
Al mismo tiempo, los que se oponían a las teorías de substrato descartaron la posibilidad de que el bilingüismo vasco-romance haya tenido algún papel en el cambio. Quienes han tratado de explicar el fenómeno con argumentos más generales, como que «también aparece en otros lugares de la Romania», no han tenido en cuenta que la misma evolución fonética puede ser provocada por distintos motivos en distintos territorios.
En resumen, se puede decir que nadie ha analizado satisfactoriamente la complejidad del fenómeno; es decir, que tanto el bilingüismo vasco-románico como causas estructurales internas de la lengua pudieron intervenir en la realización del cambio. Otro problema lamentable es que, aunque se han realizado recientemente y siguen realizando nuevas investigaciones al respecto, sus resultados han sido ignorados incluso por las publicaciones lingüísticas más recientes. Para concluir, merece la pena mencionar que la f- que aparece en las palabras del español actual ha sido reintroducida en la lengua por medio de cultismos y semicultismos.